# Sokor
Sokor (en rus: Сокорь) és un poble (un khútor) de l'óblast d'Astracan, a Rússia, segons el cens del 2010 tenia 4 habitants.